# Merremia caloxantha
Merremia caloxantha là một loài thực vật có hoa trong họ Bìm bìm. Loài này được (Diels) Staples & R.C. Fang mô tả khoa học đầu tiên năm 1995.